# The Misadventures of Tron Bonne
The Misadventures of Tron Bonne (Tron ni Kobun (トロンにコブン, Toron ni Kobun) au Japon) est un jeu d'action-plates-formes développé et édité par Capcom en 2000 sur PlayStation. Il fait partie de la franchise Mega Man et est le deuxième de la série dérivée Mega Man Legends,,.

## Trame
Les personnages principaux du jeu sont Tron Bonne, Teisel Bonne, Bon Bonne, Servbots, Glyde

## Postérité
En 2018, la rédaction du site Den of Geek mentionne le jeu en 35e position d'un top 60 des jeux PlayStation sous-estimés : « Le jeu est un défouloir robotique joyeusement coloré et amusant, même s'il s'éloigne du style de jeu habituel de Mega Man. »